# Pentax K110D
La K110D és la DSLR d'entrada de Pentax. Té 6,1 megapíxels (6,1 milions de píxels efectius). La K110D és la més nova de les tres càmeres germanes pel que fa a les especificacions. Es diferencia de la K100D només per la manca d'un sistema d'estabilització d'imatge.

Aquesta, té una pantalla LCD de 2,5 polzades amb 210.000 píxels de resolució. Utilitza targetes Secure Digital per gravar tant formats d'imatge JPEG com RAW. La K110D utilitza piles alcalines AA com alimentació, tot i que també és compatible un adaptador de CA. Té un sensor CCD de 23,5 mm x 15,7 mm per gravar les imatges. El cos consta d'un xassís d'acer inoxidable amb una carcassa de plàstic reforçada amb fibra per a ser més robusta. El mode de tret continu permet disparar fins a 2,8 fotogrames per segon, que són cinc JPEG (a la configuració de qualitat més alta) o tres imatges en format RAW. La càmera és compatible amb impressores PictBridge. Es considera una "classe d'entrada" entre les DSLR.

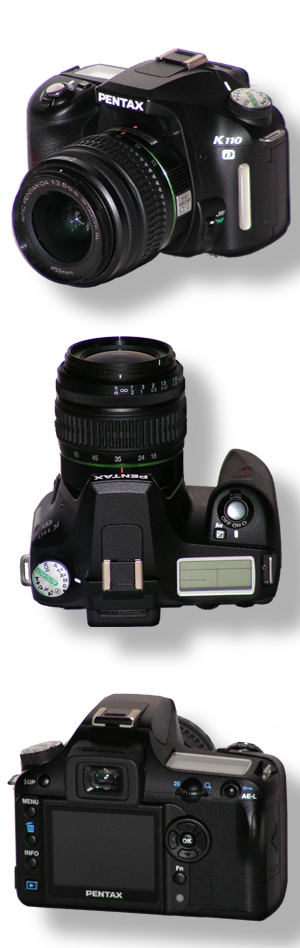
K110D, diverses vistes.

Amb una actualització del firmware, és possible utilitzar targetes SDHC. La darrera versió del firmware és la 1.02.

## Detalls
Quan es va llençar l'agost de 2006, el cos sol es venia amb una lent smc de 18-55 mm per uns 599,99 dòlars. La K110D tenia pràcticament les mateixes especificacions que el model superior, la K100D. La diferència més notable va ser el sistema Shake-Reduction que tenen els models K100D i K10D, que produeixen imatges no borroses.
Ned Bunnell, director de màrqueting de Pentax Imaging Company, va ser citat dient:
"La facilitat d'ús, les funcions avançades i el preu atractiu fan que la rèflex digital Pentax K100D fos una opció perfecta per als usuaris que passen d'una càmera d'apuntar i disparar", el que significa que les noves DSLR Pentax eren fàcils d'utilitzar, fins i tot per a un principiant. La K110D i la K100D, a diferència dla K10D, no tenen la típica roda d'ajust de l'obertura que es troba sota el botó de l'obturador de la majoria de DSLR."
La K100D, la K100D Super i la K110D es van deixar de fabricar, donant pas a la K200D i la K-M.